# ࣇ
Lām petit ṭāʾ suscrit est une lettre additionnelle de l’alphabet arabe utilisée dans l’écriture du pendjabi occidental avec le shahmukhi. Elle est composée d’un lām ‹ ل › diacrité d’un peit ṭāʾ suscrit.

## Utilisation
En pendjabi occidental écrit avec le shahmukhi, le lām petit ṭāʾ suscrit ‹ ࣇ › représente une consonne spirante latérale rétroflexe voisée [ɭ], transcrite ‹ ਲ਼ › avec l’écriture gurmukhi.